# Подразделение по интеграции сил НАТО
Подразделение по интеграции сил НАТО (англ. NATO Force Integration Unit) — тип подразделений НАТО в восточно- и центральноевропейских странах-участницах Альянса для усиления интеграции их национальных вооружённых сил с вооружёнными силами прочих членов НАТО. Каждое насчитывает минимум 42 человека.

## История
Из-за, как утверждается, аннексии Крыма и войны на Донбассе было решено создать особые подразделения по итогам ньюпортского саммита НАТО в 2014 году. Задача данных подразделений - помощь в быстром развёртывании многонациональных бригад из состава VJTF. NFIU сформированы в странах Балтии (Рига, Таллин, Вильнюс), Польше (Быдгощ), Румынии (Бухарест), Словакии (Братислава), Венгрии (Секешфехервар) и Болгарии (София). Подразделения по интеграции сил НАТО подчинены Объединённому командованию ОВС НАТО «Брюнсюм». Оперативный контроль осуществляют многонациональный корпус НАТО «Северо-Восток» (Щецин, Польша) и многонациональный корпус НАТО «Юго-Восток» (Бухарест, Румыния).